# میاموتو
میاموتو (انگلیسی: Miyamoto) شرکت مهندسی آمریکایی است، که در سال ۱۹۴۶ تأسیس شد.